# Liste der Bodendenkmäler in Kirchdorf am Inn (Bayern)
Auf dieser Seite sind die Bodendenkmäler in der niederbayerischen Gemeinde Kirchdorf am Inn zusammengestellt. Diese Tabelle ist eine Teilliste der Liste der Bodendenkmäler in Bayern. Grundlage ist die Bayerische Denkmalliste, die auf Basis des Bayerischen Denkmalschutzgesetzes vom 1. Oktober 1973 erstmals erstellt wurde und seither durch das Bayerische Landesamt für Denkmalpflege geführt wird. Die folgenden Angaben ersetzen nicht die rechtsverbindliche Auskunft der Denkmalschutzbehörde.

## Bodendenkmäler in Kirchdorf am Inn
| Lage       | Objekt | Akten-Nr.     | Bild |
| ---------- | --- | ------------- | ---- |
| (Standort) | Brandgräber der mittleren römischen Kaiserzeit und Reihengräberfeld des frühen Mittelalters. | D-2-7743-0002 |      |
| (Standort) | Untertägige mittelalterliche und frühneuzeitliche Befunde und Funde im Bereich des Hofmarkschlosses von Seibersdorf mit abgegangenem Wirtschaftshof.                                                | D-2-7743-0003 |      |
| (Standort) | Verebnetes Grabenwerk vor- und frühgeschichtlicher Zeitstellung. | D-2-7743-0004 |      |
| (Standort) | Vogelherd des späten Mittelalters oder der frühen Neuzeit. | D-2-7743-0006 |      |
| (Standort) | Gräber und Siedlung vor- und frühgeschichtlicher Zeitstellung. | D-2-7743-0007 |      |
| (Standort) | Verebneter Burgstall des hohen oder späten Mittelalters. | D-2-7743-0008 |      |
| (Standort) | Siedlung und verebnetes Grabenwerk vor- und frühgeschichtlicher Zeitstellung. | D-2-7743-0009 |      |
| (Standort) | Siedlung vor- und frühgeschichtlicher Zeitstellung. | D-2-7743-0010 |      |
| (Standort) | Siedlung vor- und frühgeschichtlicher Zeitstellung. | D-2-7743-0011 |      |
| (Standort) | Brandgräber und Siedlung der mittleren römischen Kaiserzeit sowie Siedlung des frühen Mittelalters.                                                                                                 | D-2-7743-0012 |      |
| (Standort) | Siedlung vor- und frühgeschichtlicher Zeitstellung. | D-2-7743-0013 |      |
| (Standort) | Siedlung vor- und frühgeschichtlicher Zeitstellung. | D-2-7743-0018 |      |
| (Standort) | Siedlung vor- und frühgeschichtlicher Zeitstellung. | D-2-7743-0019 |      |
| (Standort) | Untertägige mittelalterliche und frühneuzeitliche Befunde und Funde im Bereich des Hofmarksschlosses von Ritzing.                                                                                   | D-2-7743-0020 |      |
| (Standort) | Verschanzter Brückenkopf der späten Neuzeit (1799/1800). | D-2-7743-0031 |      |
| (Standort) | Untertägige spätmittelalterliche und frühneuzeitliche Befunde und Funde im Bereich der katholischen Pfarrkirche Mariä Himmelfahrt von Kirchdorf am Inn und ihrer mittelalterlichen Vorgängerbauten. | D-2-7743-0053 |      |
| (Standort) | Untertägige frühneuzeitliche Teile der katholischen Filialkirche St. Johannes Nepomuk von Ritzing.                                                                                                  | D-2-7743-0055 |      |
| (Standort) | Untertägige mittelalterliche und frühneuzeitliche Befunde und Funde im Bereich der katholischen Filialkirche St. Jakobus der Ältere von Seibersdorf.                                                | D-2-7743-0056 |      |
| (Standort) | Teilstücke der römischen Inntalstraße mit begleitenden Materialentnahmegruben. | D-2-7743-0059 |      |
| (Standort) | Untertägige frühneuzeitliche Befunde und Funde im Bereich der katholischen Wallfahrtskapelle „Zur Muttergottes von der immerwährenden Hilfe“ in Stadleck mit angeschlossener Eremitenklause.        | D-2-7743-0063 |      |
| (Standort) | Untertägige spätmittelalterliche und frühneuzeitliche Befunde im Bereich des Edelsitzes Jägerslust in Stadleck.                                                                                     | D-2-7743-0064 |      |
| (Standort) | Teilstücke der römischen Inntalstraße mit begleitenden Materialentnahmegruben. | D-2-7743-0067 |      |
| (Standort) | Teilstück der römischen Inntalstraße mit begleitenden Materialentnahmegruben. | D-2-7743-0068 |      |
| (Standort) | Wüstung des späten Mittelalters und der frühen Neuzeit sowie Burgstall oder Befestigungswerk des Mittelalters oder der Neuzeit                                                                      | D-2-7744-0062 |      |